# Chorąży nadworny litewski
Chorąży nadworny (dworny) litewski – urząd Wielkiego Księstwa Litewskiego.
Pojawił się wraz z urzędem chorążego wielkiego litewskiego na dworze Aleksandra Jagiellończyka w 1501 roku. Później przez pewien czas nie mianowano na ten urząd, na trwałe do hierarchii urzędniczej wszedł za panowania Zygmunta II Augusta.